# Тихвина
Тихвина (Тихвинка, Лужана) — река в Селижаровском районе Тверской области России. Устье реки находится в 9,6 км по левому берегу реки Селижаровки. Длина реки составляет 36 км, площадь водосборного бассейна — 444 км².

## Данные водного реестра
По данным государственного водного реестра России относится к Верхневолжскому бассейновому округу, водохозяйственный участок реки — Волга от Верхневолжского бейшлота до города Зубцов, без реки Вазуза от истока до Зубцовского гидроузла, речной подбассейн реки — бассейны притоков (Верхней) Волги до Рыбинского водохранилища. Речной бассейн реки — (Верхняя) Волга до Куйбышевского водохранилища (без бассейна Оки).
По данным геоинформационной системы водохозяйственного районирования территории РФ, подготовленной Федеральным агентством водных ресурсов:
- Код водного объекта в государственном водном реестре — 08010100412110000000328
- Код по гидрологической изученности (ГИ) — 110000032
- Код бассейна — 08.01.01.004
- Номер тома по ГИ — 10
- Выпуск по ГИ — 0

### Притоки (км от устья)
- 22 км: река Дедуша (лв)
- 22,2 км: река Жилинка (пр)